# Commodore 64 Web It

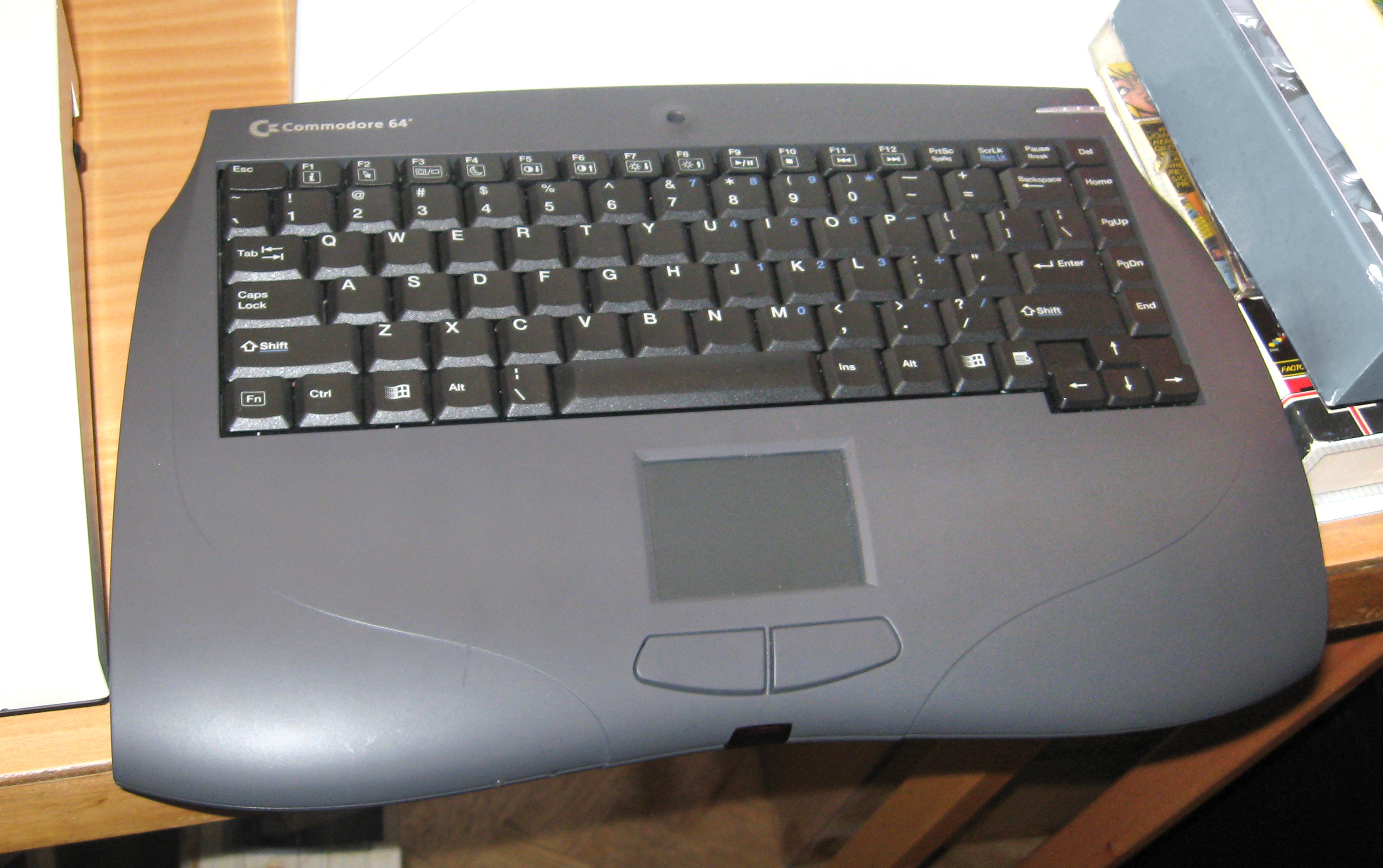
Commodore 64 Web It

De Commodore 64 Web It was een computer die onder licentie van Commodore Nederland op de markt werd gebracht. Met het apparaat probeerde men gebruik te maken van de bekendheid van de Commodore 64.

## Achtergrond
Het bedrijf Commodore, bekend van o.a. de Commodore 64, ging begin jaren negentig failliet. De boedel werd overgenomen door het Duitse bedrijf Escom, dat in 1996 zelf failliet ging. De merknamen Commodore en Amiga werden daarop geveild. De Amiga werd verkocht aan Gateway 2000, en Escom Nederland kocht de rechten van het handelsmerk Commodore, en veranderde daarop haar naam in Commodore Nederland. In 1997 werd Commodore Nederland door Tulip overgenomen. In 1998 werd na 5 jaar de Commodore 64 Web.It op de markt gebracht door een Belgische firma die de naam "Commodore 64" onder licentie gebruikte voor hun Web.It.

## Algemeen
Deze "Commodore 64" is gebaseerd op een AMD 486 processor met MS-DOS en Windows 3.1. De computer werd met een eenvoudige internetaansluiting geleverd. Het systeem ondersteunde Commodore 64 software door middel van een softwarematige emulator. Deze emulatie was echter niet 100% waarbij het vooral ontbrak aan voldoende processorkracht. Het Web.It systeem kostte ongeveer £400, wat ongeveer 459 euro is.

## Specificaties

### Geheugen
- 16Mb RAM (verhoogbaar tot 32 Mb)
- 16Mb ROM
- 2 MB Flash memory
- CPU AMD ELAN SC405 66-100MHz (486 variant)

### Diskettedrive
- 3.5" 1.44 Mb diskettes

### Besturingssysteem
- MS-DOS V7, Windows 3.1.  Is compatibel met de Euro-waarde

### Invoer/Uitvoer
- RS-232 Seriele poort 9-pins
- Printerpoort (LPT)
- PCMCIA poort (1 × Type III of 2 × Type II) LI
- Infraroodpoort voor externe apparaten zoals een toetsenbord
- Line in/line out/Mic In
- Telefoonaansluiting (modem)
- IDE-interface (intern, wordt niet gebruikt)

### Beeldschermmogelijkheden
- Connectie mogelijk met monitor, TV (PAL of NTSC) met behulp van SCART.

### Geluid
- 16-bit stereo FM geluidskaart

### Connectiviteit
- 56k flex V34/V90 Rockwell modem

### Apparaten
- Geïntegreerd ergonomisch 86-toetsen toetsenbord
- Geïntegreerd touchpad

### Applicaties
- TCP/IP communicator,
- Netscape Navigator browser en E-mail programma,
- Lotus Ami Pro (tekstverwerker),
- Lotus 1-2-3 (spreadsheet),
- Lotus Organiser,
- Commodore 64 emulator.